# 다카쓰키역 (오사카부)
다카쓰키역(일본어: 高槻駅)은 일본 오사카부 다카쓰키시에 있는 역으로, 서일본 여객철도 (JR 서일본)의 도카이도 본선 (JR 교토 선) 상에 있는 역이다.
오사카 방면의 각역정차 열차의 반 정도 (주로 후쿠치야마 선 (JR 다카라즈카 선)의 열차)가 이 역에서 시종착하며, 교토 방향의 쾌속의 대부분이 이 역부터 보통 (각역정차)로 바뀐다.

## 역 구조
2면 4선의 섬식 12량 대응 플랫폼을 가지고 있는 역으로, 개찰구는 교상 역사의 중앙 출구와 홈 양단 지하의 서쪽 출구에 2개소가 존재한다. 역 구내는 8선이 되어, 가장 외측에 있는 선로에는 플랫폼이 없기 때문에, 정차하려는 열차는 바로 안쪽에 플랫폼이 존재하는 선로로 입선한다. 하행 외측 본선의 남측 선로는 화물 열차나 회송 열차가 대기할 수 있는 회피선으로도 사용하기도 한다. 자동 개찰기는 J스루 카드, ICOCA, 동일본 여객철도의 Suica와 스룻토 간사이 협회의 PiTaPa에 대응한다.

### 승강장
↑다카쓰키·오사카 방면

| | | １２ | | ３４ | | |

교토·구사쓰 방면↓
| 1 | ●JR 교토 선 (상행 외측선) | ■ 신쾌속, ■ 쾌속 (아침 RH 시), ■ 보통 | 교토·마이바라·쓰루가 방면   |
| 2 | ●JR 교토 선 (상행 내측선) | ■ 보통                                | 나가오카·교토 방면          |
| 3 | ●JR 교토 선 (하행 내측선) | ■ 보통                                | 오사카·산노미야·신산다 방면 |
| 4 | ●JR 교토 선 (하행 외측선) | ■ 신쾌속, ■ 쾌속                      | 오사카·산노미야·히메지 방면 |

사고 등으로 인한 시각표 혼란시에는 쾌속이 2, 3번 플랫폼으로 진입하는 일도 있다.
복복선 구간에 있으며, 정차 열차와 시종착 열차가 많은데도 불구하고 플랫폼이 있는 선로가 부족하기 때문에, 시각표 혼란시에는 역 근처에 열차의 정체가 자주 발생하곤 한다.
운전 선로 호칭 (선로명)
- 1번선 - 플랫폼 없는 상행 외측선 (대피용 선로)
- 2번선 - 플랫폼 없는 상행 외측선 (통과용 선로) - 특급 등이 여기로 통과함
- 3번선 - 1번 플랫폼, 상행 내측선 (대피용 선로) - 신쾌속/일부 쾌속 등이 여기로 정차함
- 4번선 - 2번 플랫폼, 상행 내측선 (본선) - 주로 보통열차가 여기로 정차함
- 5번선 - 3번 플랫폼, 하행 내측선 (본선) - 주로 보통열차가 여기로 정차함
- 6번선 - 4번 플랫폼, 하행 내측선 (대피용 선로) - 신쾌속/일부 쾌속 등이 여기로 정차함
- 7번선 - 플랫폼 없는 하행 외측선 (통과용 선로) - 특급 등이 여기로 통과함
- 8번선 - 플랫폼 없는 하행 외측선 (대피용 선로)
- 1번선, 8번선은 회송 열차나 화물 열차의 대피에 이용된다.

전차구로의 진입 출발은 3 ~ 6번선에서 가능하다.

## 이용 상황
2006년의 1일 평균 승차 인원 수는 약 62,466명 (오사카 부 총계 연감으로부터)으로, 이것은 JR 서일본의 역 중에서 제 10위에 해당하는 수준이다. 참고로, 1~9위의 역은 전부 부나 현의 대표역들이거나, 오사카 시내의 사철 환승 가능역 (사철에서 환승하는 경우 승차량으로 계산되므로)등이지만, 다카쓰키 역의 경우에는 주변 주민에 의한 이용객에 의한 것이다. 승차인원에 비하여 플랫폼이 좁아, 아침 저녁의 러시아워에는 매우 혼잡하다.

## 역사
오사카 ~ 무코마치 간의 개업 당시에는 유일한 중간 역으로 건설된 역이다. 그 이후, 1877년에 교토까지 연장되었지만, 이 당시에는 전부 단선이었다. 또한, 다카쓰키는 오사카와 교토의 중간 지점에 있었기 때문에, 오사카 역과 교토 역에서 동시에 발차한 열차가 이 역에서 교행을 했다고도 한다.
- 1876년 7월 26일 - 일본국유철도 무코마치 역 ~ 오사카 역 간의 개통과 동시에 개업. 일반역.
- 1956년 3월 1일 - 다카쓰키 전차구 신설. 면적 5900m2, 수용능력 111량.
- 1957년 10월 1일 - 교토 - 오사카간 복복선화 완성, 전동열차를 내측선으로 집중하는 시각표 개정을 실시해, 급행 전동차의 정차역이 되다 (이에 맞추어 급행 전동차를 쾌속으로 명칭을 변경한다).
- 1979년 7월 1일 - 교상 역사 사용 개시. 다카쓰키 역 남측 재개발 완성. 그린 프라자등의 준공. 일본국유철도 다카쓰키 역 남측 버스 터미널의 공용 개시.
- 1981년 - 다카쓰키 역 북측 지구 재개발 사업 준비 위원회 발족.
- 1982년 11월 15일 - 화물 취급 중지.
- 1985년 3월 14일 - 201계의 투입에 따른 시각표 개정에 맞추어, 낮 시간대 쾌속을 교토 - 다카쓰키간 각역 정차로 변경.
- 1987년 3월 31일 - 화물의 취급을 재개했지만, 실제로 화물을 취급한 실적은 없다.
- 1987년 4월 1일 - 일본국유철도의 분할 민영화에 따라, 서일본 여객철도와 일본화물철도의 역이 됨.
- 1990년 3월 - 시각표 개정에 따라 신쾌속이 일부 정차 (동시에 신쾌속 221계화가 이루어짐).
- 1993년 - 다카쓰키 역 북측 지구 재개발 사업이 제 1종 시가지 재개발 사업의 도시계획으로 결정.
- 1997년 3월 - 신쾌속 전부 정차.
- 2004년 - 다카쓰키 역 북측 지구 재개발 사업 종료. 총 사업비 4020억 엔.
- 2006년 4월 1일 - 일본화물철도의 역에서 폐지, 화물 취급 종료.

## 인접역
| 서일본 여객철도 도카이도 본선 | 서일본 여객철도 도카이도 본선               | 서일본 여객철도 도카이도 본선 |
| ----------------------------- | ------------------------------------------- | ----------------------------- |
| 교토 마이바라 방면            | ● JR 교토 선 ■ 신쾌속                       | 신오사카 히메지 방면          |
| 나가오카쿄 마이바라 방면      | ● JR 교토 선 ■ 교토 ~ 니시아카시간 쾌속     | 이바라키 히메지 방면          |
| 시마모토 교토 방면            | ● JR 교토 선 ■ 다카쓰키 ~ 니시아카시간 쾌속 | 이바라키 오사카 방면          |
| 시마모토 교토 방면            | ● JR 교토 선 ■ 보통 (각역정차)              | 셋쓰톤다 오사카 방면          |

## 같이 보기
- 다카쓰키역 (시가현)(일본어: 高月駅, たかつきえき) - 한자는 다르지만, 음이 같은 역. 신쾌속 열차는 두 다카쓰키 역을 정차하는 경우가 있다.
- 모리오카역 - 도쿄까지의 거리가 약 535 km 정도로 같은 역.